# Merbau Mataram (plaats)
Merbau Mataram is een bestuurslaag in het regentschap Lampung Selatan van de provincie Lampung, Indonesië. Merbau Mataram telt 5762 inwoners (volkstelling 2010).